# بيت أستور
بيت أستور (بالإنجليزية: Peter Astor)‏ هو مغني وكاتب أغاني بريطاني، ولد في 1959 في هامرسميث في المملكة المتحدة.

## وصلات خارجية
- الموقع الرسمي
- بيت أستور على موقع ميوزك برينز (الإنجليزية)
- بيت أستور على موقع ديسكوغز (الإنجليزية)